# コル・ニドライ (ブルッフ)
『コル・ニドライ』（Kol Nidrei, Adagio für Violoncell mit Orchester und Harfe, nach Hebräischen Melodieen） 作品47は、マックス・ブルッフが作曲したチェロと管弦楽のための協奏的作品。

## 概要
1880年、ブルッフはリヴァプールで作曲を完成し、1881年にベルリンで初演、同年に出版された。初演では、チェロパートへの技術的な助言も行ったロベルト・ハウスマンが独奏を担当し、作品の献呈もハウスマンに行われた。初演は成功し、以降ヴァイオリン協奏曲第1番やスコットランド幻想曲に並ぶブルッフの代表作としてチェリストに愛奏されてきた。
作曲にあたってブルッフは、ユダヤ教の音楽から二つの旋律を借用している。一つはユダヤ教の祭日であるヨム・キプルで歌われる典礼歌「コル・ニドレ」の旋律、もう一つはジョージ・ゴードン・バイロンの詩に基づきアイザック・ネイサン(Isaac Nathan)が作曲した哀歌「ああ、彼等のために泣け」("Oh weep for those")である。様々な民族音楽に興味を持っていたブルッフがあくまでその一環としてユダヤからのインスピレーションを作品に取り入れたもので、ブルッフ自身はユダヤ音楽を作曲する気はなかった。また素材の扱い方も厳密なものではなく、ロマン派音楽の語法の中に組み込まれている。
ブルッフはプロテスタントであり、ここで使われる旋律を最初に知ったのは、彼の師であるフェルディナント・ヒラーがブルッフをベルリンのカントールであるアブラハム・ヤコブ・リヒテンシュタイン(Abraham Jacob Lichtenstein)に紹介した際であった。リヒテンシュタインは、多くのキリスト教の音楽家との強固な関係があることで知られており、ブルッフのユダヤ音楽に対する関心を支援した。

## 編成
独奏チェロ、フルート2、オーボエ2、クラリネット2、ファゴット2、ホルン4、トランペット2、トロンボーン3、ティンパニ、ハープ、弦五部

## 楽曲構成
ニ短調、4/4拍子。アダージョ・マ・ノン・トロッポ。演奏時間は約10分。
形式的には自由だが、大きく二部に分かれる。前半は管弦楽の短い序奏に始まり、独奏チェロが「コル・ニドライ」の旋律を呟くように奏し出す。後半はニ長調、ウン・ポコ・ピウ・アニマートとなり、「ああ、彼等のために泣け」の旋律がハープを加えて歌われる。